# Vittoria Chierici
Vittoria Chierici (Bologna, 7 aprile 1955) è un'artista italiana.

## Biografia
Vittoria Chierici nasce a Bologna il 7 aprile 1955, ma si trasferisce giovanissima a Milano al seguito della famiglia. Nel capoluogo lombardo termina gli studi classici al Liceo Berchet, quindi ritorna a Bologna per iscriversi al DAMS dove nel 1979 si laurea in storia dell'arte con Paolo Fossati.
Nello stesso anno si trasferisce negli Stati Uniti per completare la propria formazione, dapprima presso l'Università di Berkeley e quindi alla Columbia University di New York dove ottiene un dottorato di ricerca sull'arte americana del Novecento. Contestualmente frequenta corsi di fotografia alla Parson School of Design e si iscrive alla School of Visual Arts di New York dove conosce il pittore David Salle. Sempre a New York, in collaborazione con la pittrice Emanuela Filiaci, inaugura nel 1981 lo spazio espositivo Parallel Window.
Nel 1983 rientra in Italia e su invito di Francesca Alinovi partecipa all'esperienza degli Enfatisti, un gruppo di giovani artisti bolognesi che espone alla galleria Neon. L'anno successivo si trasferisce a Milano, dove presso lo Studio San Gottardo, appena aperto da Corrado Levi, partecipa alla mostra collettiva "Dall'olio all'Aeroplanino". A partire da questo periodo Vittoria Chierici è impegnata in un'intensa attività espositiva in Italia e all'estero.
Nel 1989 Corrado Levi la vuole a rappresentare l'Italia alla mostra internazionale "The Seven Artists", organizzata a Tokio da Hanae Mori con l'installazione "Coca Cola Classic". Nel 1990 fonda insieme ad altri la rivista d'arte contemporanea aperiodica Slam. Tra il 1990 e il 1991 costituisce a Milano con gli artisti Stefano Arienti, Amedeo Martegani e Mario Dellavedova la società Art & Mass.
Nel 1992 lascia brevemente Milano per Bologna dove collabora alla rivista Rendiconti diretta dal poeta Roberto Roversi. Trasferitasi nuovamente negli Stati Uniti frequenta la New York Film Academy dove si diploma in cinematografia, disciplina che integra subito con la propria pittura, del 1993 è infatti la produzione dei suoi primi due cortometraggi Street Fight e One's Case proiettati nei circuiti di video arte. Sempre nel 1993, dopo la Guerra del Golfo, inizia a dipingere, ispirandosi al genere pittorico della battaglia, "studiato e ripensato alla luce di tutte le battaglie (vere e immaginarie) raccontate dal cinema, dalla letteratura e dalla pittura", eserciti irreali di soldati senza tempo su sfondi fotografici o a specchio.
Nel 1995 rientra in Italia, a Bologna, e tiene conferenze e stages sull'arte contemporanea in diverse accademie e università, nel 1997 pubblica Aftermath, un saggio bilingue italiano-inglese sullo stato dell'arte contemporanea. Nel 2000 ottiene dal comune di Anghiari la commissione di un'opera di grandi dimensioni sul tema della Battaglia di Anghiari di Leonardo Da Vinci. L'anno successivo riceve dall'Università felsinea il premio alla carriera DAMS in occasione del trentennale della sua fondazione. Dal 2003 al 2006 è stata inoltre docente responsabile al Politecnico di Milano, al corso di Design, Moda e Installazione.
Dal 2003 Vittoria Chierici prende a vivere tra Bologna e New York dove espone e collabora con artisti americani, tra cui la compositrice Eve Beglarian, la coreografa Liz Gerring, il video artista Burt Barr, la violinista e compositrice Ana Milosavljevic, con cui realizza nel 2012 il film Luci in the Sky.
Agli inizi del 2012 Vittoria Chierici prepara una lettera di intenti per chiarire a sé stessa e spiegare agli altri un suo nuovo progetto intitolato Voglio viaggiare su una nave per dipingere il mare , l'appello, indirizzato ad amici e collezionisti, raccoglie 85 adesioni che si concretizzano in una sottoscrizione, ricompensata con un quadro, che le permette di compiere la sua crociera artistica. Il 20 giugno l'artista si imbarca a IJmuiden sul mercantile polacco Isolda, per una traversata di 16 giorni attraverso l'Atlantico che costeggiata l'isola di Terranova e risalito il San Lorenzo la porterà a Cleveland. Frutto di questo esperienza saranno una breve clip intitolata Sailing away to Paint the Sea e il film Hands in Blue, montato dal compositore milanese Maurizio Pisati che ne ha realizzato anche la colonna sonora, oltre ad una breve mostra presso la Galleria dei Frigoriferi Milanesi, al termine della quale i "soci sostenitori" del progetto hanno ricevuto i propri dipinti.
Dal 2014 al 2016, Vittoria Chierici ha portato avanti diversi progetti come Les Roses, un gruppo di dipinti a tecnica mista che si ispirano al libretto di poesie sulla rosa di Rainer Maria Rilke. Questo progetto è stato presentato in anteprima nel 2016 presso la Fondation Rilke, a Sierre, in Svizzera, e successivamente esposto in una mostra personale a Milano al Giardino delle arti, presso il PAC, organizzata dai Frigoriferi Milanesi e curata da Francesco Cataluccio.
Tornata a New York nel 2016, nel suo nuovo studio in Union Square, la Chierici sviluppa una nuova linea di ricerca su un altro capolavoro del Rinascimento italiano, realizzando una serie di 44 dipinti dal titolo I vestiti dei filosofi questa volta ispirata alla Scuola di Atene, il grande affresco dipinto da Raffaello nella Stanza della Segnatura in Vaticano. I vestiti dei filosofi sono stati esposti nel 2018 alla galleria Neochrome di Torino e nello stesso anno nella galleria di New York FiveMyles (a cura di Jennifer Bacon) e, nel 2021, alla Rossi&Rossi di Hong Kong (a cura di Filippo Fossati).
Dal 2017 Vittoria Chierici vive a Eastport nel Maine, la città più a est degli Stati Uniti, sull'Oceano Atlantico, al confine con lo stato canadese del New Brunswick. Qui Chierici porta avanti un altro importante tema del proprio lavoro d’artista mettendo a fuoco il rapporto tra la potenza e la bellezza dei fenomeni naturali con la storia del genere umano. A Eastport, la Chierici ha riciclato delle vele nautiche dipinte con i colori dell’Oceano e installate nella città durante il festival annuale ArtWalk. Le vele nascono come parte dell’esperimento di danza contemporanea, all’aperto e sull’Oceano, con la collaborazione della coreografa Liz Gerring e la compositrice Eve Beglarian. Un primo happening dal titolo Working the Waters è stato presentato nell’estate del 2022 e prodotto dal museo e fondazione The Tide Institute di Eastport.
Sue opere sono presenti nelle collezioni permanenti di importanti istituzioni culturali, sia nazionali che estere, come il PAC di Milano, la GNAM di Roma, il MART di Rovereto e la New York University.

## Esposizioni
1983
- Serata Enfatista, collettiva a cura di Francesca Alinovi, Neon, Bologna.

1984
- Cartografie, personale a cura di Dario Trento, Giacinto Di Pietrantonio e Massimo Maracci, Nuvolari Arte, Bologna.
- Dall'olio all'aeroplanino, collettiva a cura di Corrado Levi, Studio San Gottardo, Milano.
- Linee di scambio, collettiva a cura di Giacinto Di Pietrantonio, Palazzo Farnese, Ortona.

1985
- Kunst Mit Eigen-Sinn, collettiva a cura di Silvia Eiblmaier, Kunstmoderner Museum, Vienna.

1986
- Ultime, collettiva a cura di Corrado Levi, Castello di Volpaia, Radda in Chianti, Siena.
- Cangiante, collettiva a cura di Corrado Levi, Padiglione d'Arte Contemporanea, Milano.

1987
- Under 35, collettiva a cura di Dario Trento, Arte Fiera, Bologna.
- Premesse 3, collettiva a cura di Marco Meneguzzo, Rondottanta, Sesto San Giovanni, Milano.

1988
- Coca Cola Classic, personale, Galleria Studio Cristofori, Bologna.
- Spunti di Giovane Arte Italiana, collettiva a cura di Corrado Levi, Galleria Buades, Madrid.
- Collezioni difficili, collettiva a cura di Corrado Levi, Arte Fiera, Firenze.

1989
- Examples New Italian Art, collettiva a cura di Corrado Levi e Norman Rosenthal, Riverside Studios, Londra.
- The Seven Artists, collettiva a cura di Corrado Levi e Norman Rosenthal, Tokio.
- Fabbrica, Nuova Arte Contemporanea, collettiva a cura di Mauro Panzera, Galleria Massimo Minini, Brescia.
- Arte Contemporanea per un Museo, collettiva a cura di Mercedes Garberi, Padiglione d'Arte Contemporanea, Milano.

1990
- Personale, Galleria Buades, Madrid.
- Personale, Istituto di Cultura Italiano di Buenos Aires.
- Intercity 2, collettiva a cura di Martina Corgnati, Fondazione Bevilacqua La Masa, Venezia.
- Collettiva a cura di Mauro Panzera, Galleria Massimo Minini, Brescia.
- L'Erba Voglio, collettiva a cura di Corrado Levi, Enrico Mascelloni, Fabio Sargentini, Centro per l'Arte Contemporanea, Rocca di Umbertide, Perugia.
- Artefax, collettiva a cura di Claudio Cerritelli, Galleria Comunale d'Arte Moderna, Bologna.
- Via col Vento, collettiva a cura di Maria Luisa Frisa e Dario Trento, Palazzo di Re Enzo, Bologna.

1991
- La Collezione, collettiva a cura di Enrico Mascelloni, Centro per l'Arte Contemporanea, Rocca di Umbertine, Perugia.
- Arte Contemporanea, a cura di Giacinto Di Pietrantonio e Gabriele Perretta, Castellafiume, L'Aquila

1992
- Retablo, collettiva a cura di Loredana Parmesani, Palazzo Gotico, Piacenza.

1994
- Trovare l'Immagine, collettiva a cura di Mariano Apa, Pinacoteca Comunale, Terni.
- La Natura, collettiva a cura di Mariano Apa, Fossato di Vico, Perugia.

1995
- La Pressione di Due Generazioni, a curia di Dario Trento, Studio Ercolani, Bologna.

1996
- Personale a cura di Paolo Fossati e Maria Perosino, Studio Ercolani, Bologna.
- Collezionismo a Torino, collettiva a cura di Giorgio Verzotti, Castello di Rivoli, Torino.

1997
- Battaglia, personale a cura di Piero Bellasi e Roberto Roversi, Circolo degli Artisti, Faenza.
- Message in the Battle, installazione con l'artista Corrado Levi, Galleria Eos, Milano.

1998
- Tre Teste nella Battaglia, collettiva a cura di Giovanni Pintori, Studio Ercolani, Bologna

1999
- Arte Italiana in Apnea Multimediale, collettiva a cura di Dario Trento, La Salara, Bologna.
- Cartello 99, collettiva, Galleria Studio Mascarella, Bologna.

2000
- Leonardo Scomparso, personale, Palazzo Marzocco, Anghiari[23].

2001
- Sette ipotesi sulla battaglia di Anghiari, personale, Galleria Studio Mascarella, Bologna.
- La Battaglia di Monteaperti, personale, Museo Civico, Siena[24].

2002
- Digit Pittura, collettiva a cura di Piero Deggiovanni, Sala Guidi, Accademi di Belle Arti, Bologna.

2003
- Vittoria Chierici. Battaglie, personale a cura di Dario Trento, Palazzo Sabatini, Arezzo.
- Leonardo scomparso, Istituto Italiano di Cultura di New York[25].

2005
- Vittoria Chierici e il fantasma di Anghiari, Palazzo di Parte Guelfa, Firenze.

2009
- Anghiari Verde, New York University.

2010
- 2010.com_andamenti, collettiva a cura di Michele di Mauro, Cavallerizza Reale, Torino.

2011
- Allegro ma non troppo, personale, Lucie Fontaine, Milano[26].

2012
- Variazioni, Riproposizioni, Modifiche, videoinstallazione, Le Torri dell'Acqua, Budrio.

2013
- Voglio viaggiare su una nave per dipingere il mare, personale a cura di Francesco M. Cataluccio, Galleria dei Frigoriferi Milanesi, Milano.

2014
- Entrenched, video installazione con il regista Hall Powell e il compositore Marco Dalpane nella trincea sul monte Nagià Grom, a cura del Museo della Guerra di Rovereto[27].

2016
- Les Roses, Fondation Rilke, Sierre (CH).
- Les Roses, Giardini dell’arte, PAC, Frigoriferi Milanesi, Milano.

2018
- The Philosophers’ Clothes, FiveMyles Gallery, New York.
- I Vestiti dei Filosofi, galleria NeoChrome, Torino[28].

2019
- Siamo Tutti Leonardo, installazione video e conferenza a cura di Loredana Parmesani, Istituto Europeo di Design, Milano.
- We Are Leonardo, installazione video e conferenza a cura di Stefano Albertini, Casa Italiana Zerilli-Marimò, New York University[29].

2021
- The Philosophers’ Clothes / I vestiti dei filosofi - Canovaccio #6, a cura della Galleria Rossi&Rossi al TEFAF arte fiera, Maastricht.
- The Philosophers’ Clothes / I vestiti dei filosofi, personale,  galleria Rossi&Rossi, Hong Kong[30].
- The Philosophers’ Clothes / I vestiti dei filosofi - Le tuniche, a cura della Galleria Rossi&Rossi ad Art Basel Hong Kong[31].